# Moti Barshazki
Moti Barshazki (in ebraico מוטי ברשצקי‎?; Giv'atayim, 6 settembre 1996) è un calciatore israeliano, centrocampista dell'Hapoel Ramat Gan.

## Carriera
Ha giocato nella massima serie israeliana.